# 天王寺一里塚
天王寺一里塚（てんのうじいちりづか）は、宮城県大崎市岩出山上野目九十九沢にある江戸時代に造られた陸奥上街道の一里塚である。

## 概要

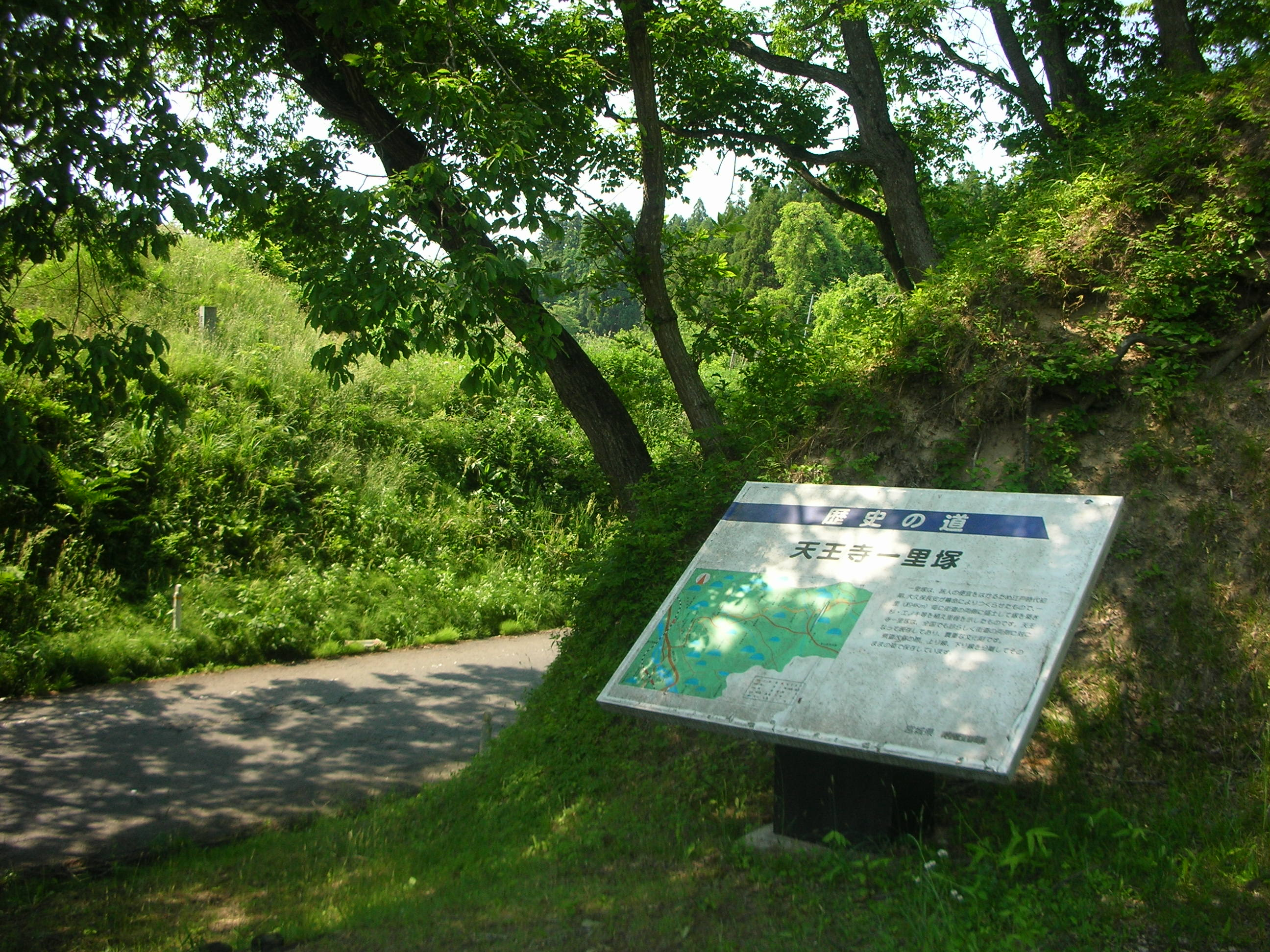
天王寺一里塚（陸奥上街道）

一里塚は江戸時代初期に旅人の便宜をはかるために幕命により大久保長安が指揮し造らせたもので、里程を示すために1里（約4km）ごとに街道の両脇に盛土して塚を築き杉・エノキなどを植えたもの。陸奥上街道（大崎市岩出山地区内の街道は国の史跡）にある天王寺一里塚は全国でも珍しく街道の両側に対になって現存している。県道改修の際に、一里塚を保存しようと上り線と下り線を分離した。
宮城県大崎市岩出山上野目九十九沢33付近の宮城県道17号線は、江戸時代に一関の台町で奥州街道から分流し、岩ヶ崎、真坂の数々の起伏を通って岩出山まで延びた陸奥上街道が通っていたところで、道路整備で今の県道と当時の街道では若干のルートの違いはあるが、このすぐ南にある街道南西端の天王寺追分（北緯38度40分50.97秒 東経140度52分6.63秒 / 北緯38.6808250度 東経140.8685083度）で、吉岡宿で奥州街道と分岐した出羽街道中山越（国の史跡）と合流していた。松尾芭蕉と曽良は、一関方面から岩出山に向かう際、元禄2年5月14日（1689年6月30日）に、この一里塚を北から南へ通過したことが知られている。

## 所在地

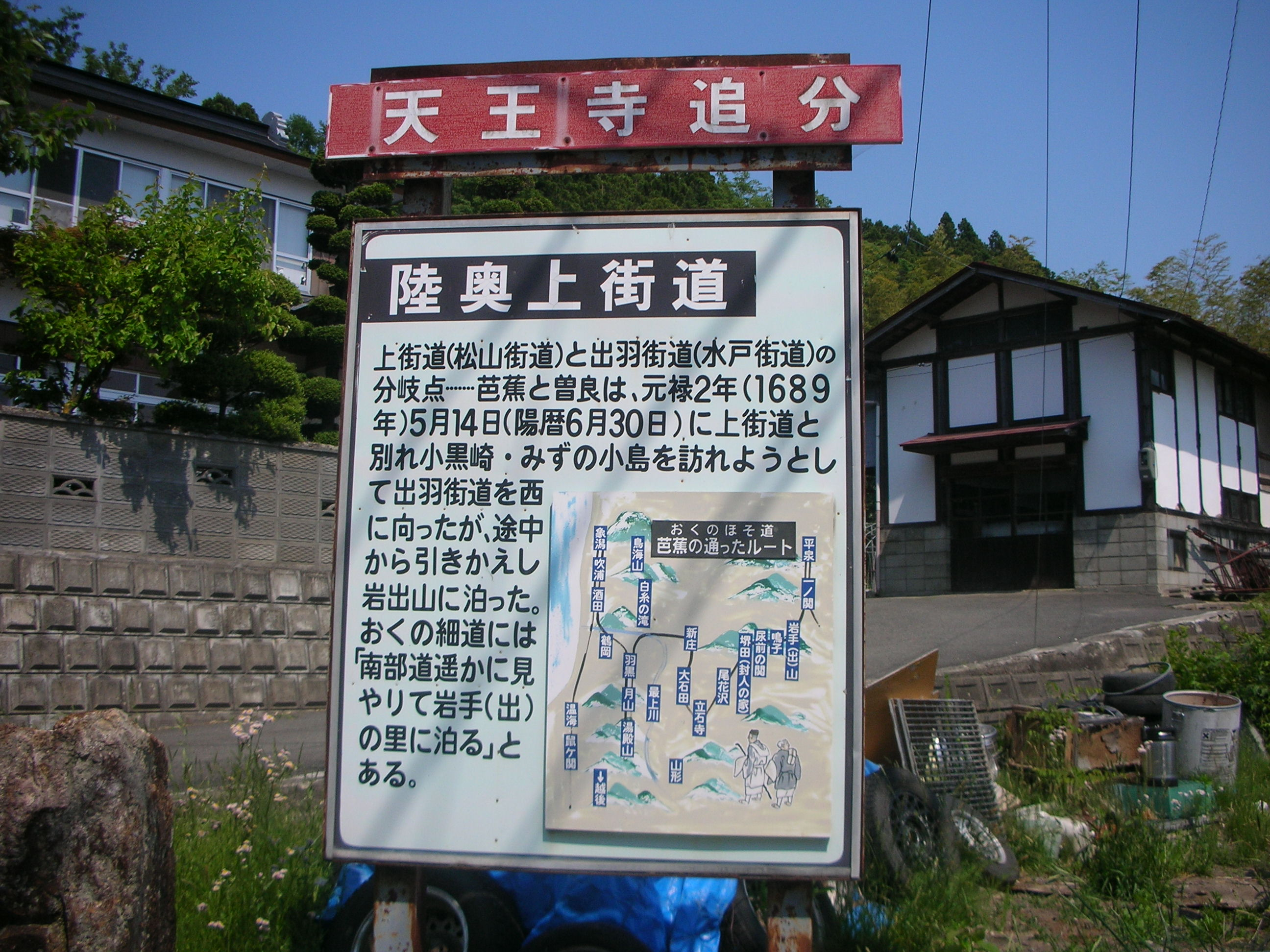
天王寺追分（出羽街道から陸奥上街道が分岐する地点）

- 〒989-6403 宮城県大崎市岩出山上野目九十九沢33付近

## アクセス
- 東北自動車道古川ICから車で25分
- 東日本旅客鉄道陸羽東線上野目駅から徒歩40分